# Elba (natante)
Elba è un natante standard in resina per competizioni riconosciute dalla Federazione Italiana Canottaggio Sedile Fisso (FICSF). Nato nel 1996 dal progetto del presidente della commissione tecnica organizzativa Sergio Spina, che realizzò un natante dai caratteri innovativi, il natante Elba è utilizzato durante le gare Nazionali di canottaggio a sedile fisso nelle specialità senza timoniere del singolo e del due di coppia. È riservato alle categorie esordienti e allievi, maschile e femminile. La Federazione Italiana Canottaggio Sedile Fisso, che detiene i diritti di progettazione, con i propri regolamenti assicura che i natanti di questa classe siano il più possibile uguali per ciò che riguarda la forma, il peso dello scafo e le dimensioni dei remi.

## Progetto
Il progetto Elba punta sull'economicità del mezzo e sulla facilità di trasporto, con lo scopo di creare una imbarcazione standardizzata, realizzata in serie, facilmente riproducibile e senza sensibili differenze strutturali tra i diversi modelli. Per la costruzione dell'Elba devono essere utilizzati materiali come resine vinil estere, resine epossidiche, vetr-ibridi di vetro e kevlar. Non è consentito l'uso del carbonio per la costruzione dello scafo, ma solo per i piccoli particolari di rinforzo come gli attacchi dei bracci a poppa e a prora. La costruzione viene eseguita dai cantieri navali che preventivamente hanno ottenuto i disegni dello scafo monotipo, disponibili presso la Segreteria Nazionale della Federazione Italiana Canottaggio Sedile Fisso. Non è consentita la costruzione da parte di singole persone. 

## Caratteristiche Tecniche
Le misure da rispettare per la costruzione dello scafo sono: lunghezza fuori tutto 7,5 m, lunghezza di galleggiamento 7,42 m, larghezza dello scafo 70 cm, larghezza massima con bordini 73 cm, larghezza di galleggiamento 45 cm, immersione 8 cm, peso minimo natante 40 kg, larghezza braccetti 1,5/1,6 m. La federazione ammette una tolleranza di più o meno 4 millimetri. Il posizionamento dei banchi di voga e delle scalmiere è libero, purché i banchi e le scalmiere siano fissati. La larghezza dei sedili nel senso longitudinale, deve andare da un minimo di 20 cm fino a un massimo di 30 cm. 

## Remi
Sono permessi tutti i remi in uso nelle imbarcazioni a sedile fisso, regolarmente stazzati dalla federazione italiana canottaggio a sedile fisso. Per gli altri tipi di remo, sono ammessi solo quelli a pala simmetrica.

## Fonti
- Elba, su Federazione Italiana Canottaggio Sedile Fisso.